# Cercopemyces
Cercopemyces T.J. Baroni, Kropp & V.S. Evenson – rodzaj grzybów z rzędu pieczarkowców (Agaricales). W Polsce występuje Cercopemyces rickenii (podany jako Floccularia rickenii).

## Charakterystyka
Rodzaj grzybów spokrewniony z Ripartitella, bez wyraźnych powiązań z rodzinami pieczarkowców. Należą do niego trzy gatunki, jeden znany z zachodniej części Ameryki Północnej, drugi, wcześniej znany jako Ripartitella ponderosa lub Cystoderma ponderosa ze wschodniej części Ameryki Północnej i trzeci z Europy.
Ceropemyces występują w suchych siedliskach i morfologicznie przypominają saprofityczne muchomory, które czasami są klasyfikowane jako Saproamanita i które również rosną w suchych regionach. Gatunek typowy rośnie w pod ogoniastkami (Cercocarpus).

## Systematyka i nazewnictwo
Pozycja w klasyfikacji według Index Fungorum: Incertae sedis, Agaricales, Agaricomycetidae, Agaricomycetes, Agaricomycotina, Basidiomycota, Fungi.
Gatunki:
- Cercopemyces crocodilinus T.J. Baroni, Kropp & V.S. Evenson 2014
- Cercopemyces ponderosus (A.H. Sm. & Singer) T.J. Baroni, Kropp & V.S. Evenson 2014
- Cercopemyces rickenii (Bohus) Dima & L. Nagy 2015

Nazwy naukowe na podstawie Index Fungorum.